# Ena (província)
A província de Ena (em italiano:  Enna) é uma província italiana da região de Sicília com cerca de 177 000 habitantes, densidade de 69 hab/km². Está dividida em 20 comunas, sendo a capital Ena.
Faz fronteira a norte com a província de Messina, a este e a sudeste com a província de Catania, a sul e a sudoeste com a província de Caltanissetta e a noroeste com a província de Palermo.